# Segreto di stato (film 1995)
Segreto di stato è un film del 1995 diretto da Giuseppe Ferrara.

## Trama
Nei titoli di testa scorrono le immagini (vere) della strage di via dei Georgofili e dell'attentato di via Palestro. Un'autobomba esplode nei pressi della Stazione di Milano, uccidendo una pattuglia della Polizia e due extracomunitari. Mentre il SISDE arresta, dopo tre sole ore, un pregiudicato mafioso e accusa come mandante un uomo dello stesso SISDE, Peppe Fossati (che avvisato da un collega si defila), il ministro convoca Carlo Tommasi della DIA ad occuparsi delle indagini, coordinate dal giudice Francesca Savona.
Poi il capo del SISDE, Ermes Ravidà, fornisce a costei un dossier su Fossati, compromettente ma inattendibile. Frattanto costui si incontra dapprima col collega che lo ha salvato, e poi elimina in una discarica un altro agente, Biondi, incaricato di "suicidarlo". Fossati, che ha una relazione con la giornalista Laura Melli, sa ora che a Ravidà interessano i dati di un dischetto che egli incarica di far spedire ad un fermo posta romano all'amica Calvesi. Mentre costei porta in Svizzera documenti compromettenti viene eliminata da alcuni killer che bruciano l'automobile.
Ma Tommasi, che è scampato frattanto ad un attentato insieme al giudice Savona, recupera un foglio di carta dall'automobile dalla cui lettura comprende che i "fondi neri" sono alla base del complotto. Fossati, dopo che ha fatto irruzione a casa di Ravidà e gli ha sottratto un secondo dischetto, contatta Tommasi per un incontro a Roma, ma viene ucciso da un killer, a sua volta eliminato da Carlo che riesce a recuperare la chiave della cassetta dove si trovano i dischetti coi nomi dei corrotti, pagati con i "fondi neri" del SISDE, tra cui il ministro ed anche l'amico Muschio, al quale aveva confidato dell'incontro con Fossati. Ravidà viene arrestato, il ministro è incriminato e Muschio, sopraffatto dal rimorso, si uccide.

## Costi e incassi
Il film si rivelò un colossale flop al botteghino: a fronte di un finanziamento statale di 1.296.823€, incassò appena 83.635€.